# Joël Roeffen
Joël Roeffen (Nijmegen, 4 augustus 2001) is een voormalig Nederlandse voetballer die doorgaans speelde als vleugelverdediger.

## Clubcarrière
Roeffen, zoon van een Molukse moeder en een Nederlandse vader, groeide op in Cuijk en werd in 2009 bij de plaatselijke amateurclub JVC Cuijk weggeplukt door PSV. Twee jaar later maakte hij de overstap naar de jeugdopleiding van VVV-Venlo. Bij aanvang van de voorbereiding op het seizoen 2020/21 werd hij samen met drie andere jeugdspelers overgeheveld naar de selectie van het eerste elftal. In november 2020 werd hij samen met Jessy Hendrikx en Ramon de Wilde, twee ploeggenoten van VVV-Venlo O21, uitgeleend aan eerstedivisionist Helmond Sport. Daar maakte Roeffen op 18 december 2020 ook zijn competitiedebuut tijdens een uitwedstrijd bij Jong AZ (2-2), als invaller voor Berk Çetin. Na afloop van de huurperiode keerde de vleugelverdediger terug naar Venlo waar hij in het seizoen 2021/22 aansloot bij de selectie van de beloften. Tijdens een competitiewedstrijd van VVV-Venlo O21 tegen Alexandria '66 op 25 september 2021 scheurde hij de voorste kruisband van zijn rechterknie af waardoor hij lange tijd uit de roulatie was. Eind februari 2022 maakte Achilles '29 bekend dat Roeffen met ingang van seizoen 2022/23 door de Groesbeekse club was vastgelegd. Na een nieuwe knieblessure besloot hij in 2023 te stoppen met voetbal. Twee jaar later kwam Roeffen op dat besluit terug. In de zomer van 2025 keerde hij terug op het oude nest bij JVC Cuijk waar zijn vader juist was begonnen als hoofdcoach.

## Clubstatistieken
| Seizoen | Club            | Competitie     | Competitie | Competitie | Beker | Beker | Playoffs | Playoffs | Totaal | Totaal |
| Seizoen | Club            | Competitie     | Wed.       | Dlp.       | Wed.  | Dlp.  | Wed.     | Dlp.     | Wed.   | Dlp.   |
| ------- | --------------- | -------------- | ---------- | ---------- | ----- | ----- | -------- | -------- | ------ | ------ |
| 2020/21 | VVV-Venlo       | Eredivisie     | 0          | 0          | 0     | 0     | —        | —        | 0      | 0      |
| 2020/21 | → Helmond Sport | Eerste divisie | 5          | 0          | 0     | 0     | —        | —        | 5      | 0      |
| 2021/22 | VVV-Venlo       | Eerste divisie | 0          | 0          | 0     | 0     | —        | —        | 0      | 0      |
| Totaal  | Totaal          | Totaal         | 5          | 0          | 0     | 0     | 0        | 0        | 5      | 0      |